# Амано, Хироо
Хироо Амано (яп. 天野裕夫; р. 1 марта 1954; Мидзунами, Япония) — японский скульптор.

## Биография
Хироо Амано родился 1 марта 1954 года в городе Мидзунами, префектура Гифу. Работа отца была связана с сельским хозяйством, тогда как мать являлась учителем в младшей школе. Хироо был старшим из трёх детей в семье и единственным мальчиком. В возрасте шести лет поступил в начальную школу Оокутэ, в 12 — в среднюю школу Камадо, в 15 лет — в старшую школу Тадзимикита префектуры Гифу. В 1972 году в возрасте 18 лет был зачислен на кафедру скульптуры Университета изящных искусств Тама. В марте 1976 года стад выпускные экзамены, и в том же году подал документы в аспирантуру университета, закончив её в марте 1978 года.
Первая выставка начинающего скульптора состоялась в 1976 году с 20 июля по 31 августа на симпозиуме по скульптуре в городе Сиротори. В 1978 году в Japan Gallery Токио состоялась уже первая персональная выставка, носившая название «Керамическая скульптура Хироо Амано. Зов огненного демона из морских глубин», а осенью следующего года в частном издательстве было опубликовано собрание произведений «Зов огненного демона из морских глубин — Собрание работ керамической скульптуры Хироо Амано». В октябре 1979 начал работу в совместном атриуме в Камицурума в Сагамихаре. 4 ноября женился на Кэйко Танака и переехал в Сагамихару. 21 мая 1981 года у Хироо Амано родилась дочь, получившая имя Аю. 18 июля 1982 года впервые выехал за границу и по 30 июля путешествовал по Америки и Мексике вместе с супругой. Хироо Амано и в последующие годы продолжал много путешествовать: в 1985 году побывал на Мальдивах и в Индии, куда вновь вернулся через два года. Также посетил Италию и Непал. В 1985 году у Хироо Амано родилась вторая дочь, названная Ая. В следующем году он удостоился премии Галереи Ицукусигахара, и в августе переехал в Камицурума (Сагамихара). 22 ноября родился старший сын — Атора. Летом 1995 года из печати вышел сборник работ «Скульптурные работы Хироо Амано — MANDAEAGEI». 28 февраля 1997 года Хироо Амано переехал в район Араисоно города Сагамихара, где проживает по настоящее время. Летом 1999 года отвечал за создание макетов для компьютерной графики во время съёмок фильма «Морская Аврора» для японского телевидения. 7 сентября 2002 года получил премию губернатора префектуры Тиба.

## Достижения
Первая экспозиция Хироо Амано состоялась в 1976 году в городе Сиротори на симпозиуме по скульптуре, а уже через два года открылась его первая персональная выставка. Она носила название «Керамическая скульптура Хироо Амано. Зов огненного демона из морских глубин» и проходила в Japan Gallery города Токио с 1 по 7 февраля. В 1984 году в рамках выставки, посвящённой памяти Такамура Котаро, в художественной галерее Ицукусигахара он удостоился премии Музея скульптуры Мори за монументальную композицию «Эволюционная относительность». В феврале следующего года скульптор был особо отмечен на «Первой выставке современной японской скульптуры — деятельность по направлению к XXI веку» в Музее искусств префектуры Тиба. В 1986 году получил премию за монументальную работу «Звездообразная латимерия», показанную на «1-й выставке имени Родена» в галерее Ицукусигахара, а уже в ноябре следующего года Хироо Амано вновь был особо отмечен на «Вставке современной скульптуры» в городе Кобэ. В 1988 году за монументальную работу «Арочная структура» удостоился серебряной премии на «Выставке современной японской скульптуры 87» в Культурном центре города Токи. В 1899 году со своей работой «Рыба-крест» стал лауреатом премии «Конкурса скульптуры Наканосима». В апреле 1992 года удостоился премии на «1-й выставке скульптуры на открытом воздухе памяти Ёси Киноути» в Парке Акогиагаура, а в ноябре того же года со своей монументальной работой «Слоновья гора» взял особую премию на выставке «Волнующие симфонии города — Международная выставка», проходившей в Парке Нинбояма. В марте 1993 года получил премию на выставке скульптуры под открытом небом в городе Тёфу, в августе-октября в очередной раз был отмечен особой премией на «3-й выставке искусства» в Культурном центре Макурадзаки префектуры Кагосима. В следующем году удостоился премии на «8-й выставке скульптуры в городе Кобэ» и золотой премии на «6-й выставке современной японской керамической скульптуры 96. 120-летний юбилей со дня объединения Хада и Мино» за монументальную работу «Совершенно круглая жаба». В октябре 1994 года стал обладателем главной премии «2-й выставки утопической керамики 99». С апреля 2005 года является приглашённым профессором Университета изящных искусств города Тама.
По мнению Доминика Ломбарди, рецензента журнала «d'Art International», сюрреалистические скульптуры Хироо Амано «радуют и удивляют любого поклонника научной фантастики».